# Le Intransigeant

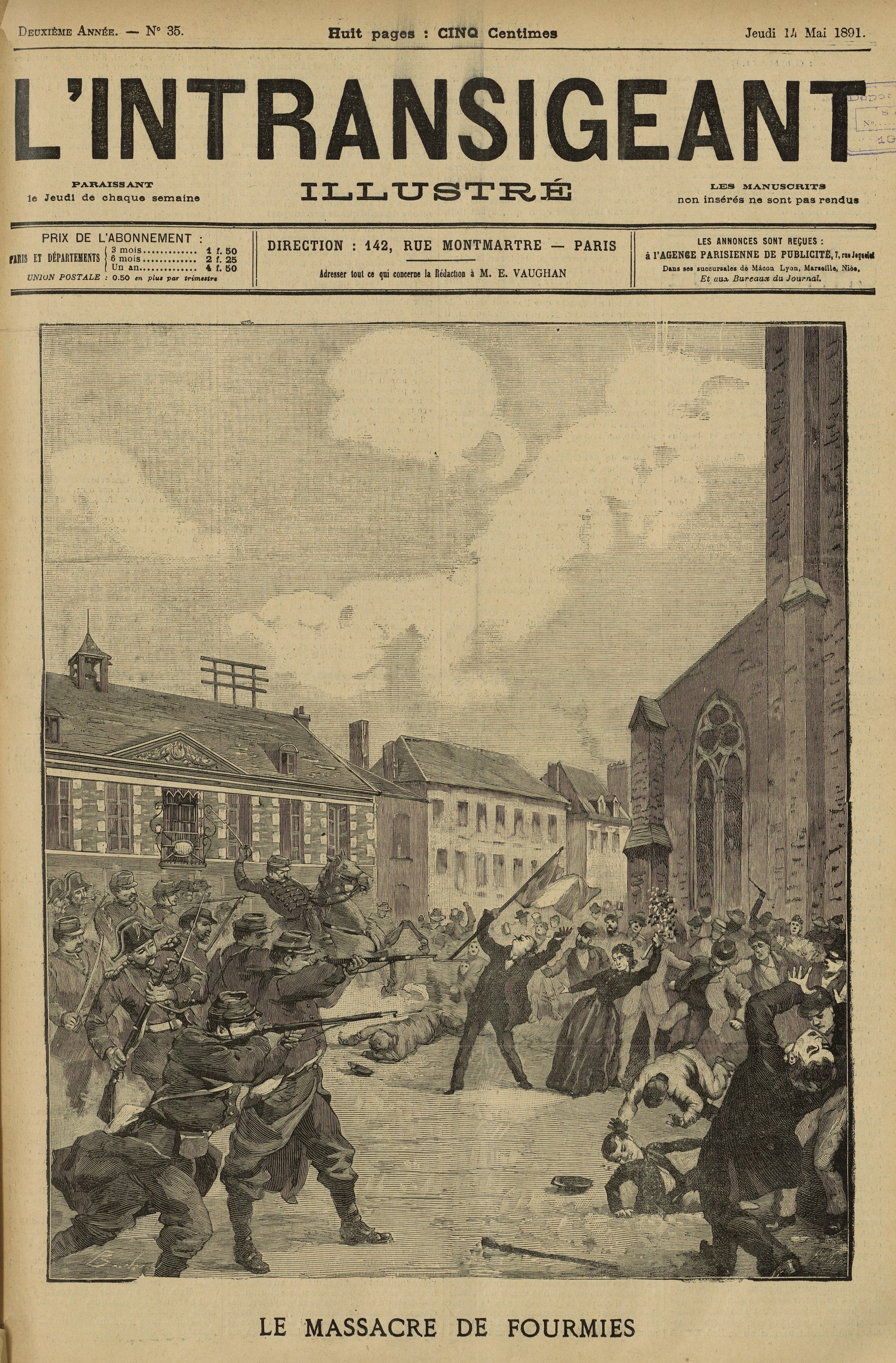
Primeira página de 14 de maio de 1891

L'Intransigeant foi um jornal francês fundado em julho de 1880 por Henri Rochefort. Inicialmente representando a oposição de esquerda, moveu-se para a direita durante o caso Boulanger (Rochefort apoiou Boulanger) e tornou-se um importante jornal de direita na década de 1920. O jornal era veementemente anti-Dreyfusard, refletindo as posições de Rochefort. Em 1906 sob a direção de Léon Bailby atinge uma tiragem de 400 000 exemplares. Cessou a publicação após a rendição francesa em 1940. Após a guerra, foi brevemente republicado em 1947 sob o nome L'Intransigeant-Journal de Paris, antes de se fundir com Paris-Presse.